# Museo de Bellas Artes de Ciudad Ho Chi Minh
El Museo de Bellas Artes de Ciudad Ho Chi Minh es el principal museo de arte de la ciudad Ho Chi Minh, Vietnam, antiguamente conocida como Saigón, y su colección es la segunda en el país, solo por detrás del Museo Nacional de Bellas Artes de Vietnam en Hanói.

## Instalaciones
El museo cuenta con tres edificios de tres pisos que albergan una colección de obras de arte vietnamita, esculturas, óleos, pinturas sobre seda y pintura de laca, así como estilos artísticos tradicionales que incluyen pinturas grabadas en madera en los estilos Hàng Trống, Đông Hồ y Kim Hoàng, así como cerámicas vietnamitas y una colección de arte budista antiguo. El primer piso también incluye una galería comercial de obras de arte. En el tercer nivel se exponen exhibiciones arqueológicas consideradas de las mejores del país, como las reliquias de Champa y de Óc Eo, esta últimas provenientes del delta del río Mekong.
El edificio principal fue construido por el arquitecto francés Rivera entre 1929 y 1934 como una mansión o villa para el empresario chino Hua Bon Hoa conocido como «Tío Hoa», un apasionado por el arte.
El edificio, que originalmente sirvió como hogar y sede de la empresa constructora de Hua Bon Hoa, es una estructura notable, pues mezcla en sí las influencias culturales china y francesa de la época.
El museo se trasladó a la villa en 1987, y consta de las siguientes secciones:

### Edificio 1
- Arte Moderno
- Arte Contemporáneo
- Tienda de arte
- Esculturas
- Galería comercial
- Cafetería

### Edificio 2
- Exposiciones temporales
- Salón de convenciones

### Edificio 3
- Arte tradicional